# Drepanosticta bifida
Drepanosticta bifida – gatunek ważki z rodziny Platystictidae.